# Dobri Do (Ivanjica)
Pour les articles homonymes, voir Dobri Do.
Dobri Do (en serbe cyrillique : Добри До) est un village de Serbie situé dans la municipalité d’Ivanjica, district de Moravica. Au recensement de 2011, il comptait 244 habitants.

## Démographie
| 1948 | 1953 | 1961 | 1971 | 1981 | 1991 | 2002 | 2011 |
| ---- | ---- | ---- | ---- | ---- | ---- | ---- | ---- |
| 679  | 727  | 805  | 657  | 536  | 417  | 308  | 244  |

|  |